# Black Magick SS
Black Magick SS — австралийская инди-группа, играющая в стилях блэк-метал, психоделический рок и синтезаторная музыка. Тематика песен преимущественно оккультная. Отличительной чертой группы является смесь визуальной эстетики нацистской Германии и психоделического искусства. Из-за этого, иногда группу относят к национал-социалистическому блэк-металу.

## Название
Написание слова «магия» в форме magick отсылает к творчеству и оккультным работам Алистера Кроули. Характерное шрифтовое решение аббревиатуры SS однозначно соотносится с CC. Добавление SS к названию группы — популярный приём среди музыкантов, играющих национал-социалистический блэк-метал. Например: Gestapo SS, LSSAH. Либо выбираются названия, в которых есть удвоенная «s», например: Abusiveness, Abyssic Hate. Приём стал клише, используется иронически, в том числе антифашистскими группами (например, SS-Kaliert).

## История
Первый официальный релиз EP Symbols of Great Power, состоявший из четырёх песен, вышел в 2012 году. Существует мнение, что Black Magick SS — это сайд-проект участников австралийского коллектива Wolfblood, схожего по тематике и стилю. Однако участники Black Magick SS никак не комментируют своё творчество и хранят инкогнито.
15 марта 2023 года группа неожиданно опубликовала четвёртый альбом Burning Bridges в свободном доступе на YouTube, за некоторое время до релиза на физических носителях.
13 декабря 2024 года был выпущен EP «Spaceman / Faces» нового коллектива Mystery (рус. Тайна). В описании релиза на YouTube сообщается: «639 days ago a STARSHIP crashed on an unknown planet. Was it meant to be the end? Or it paved the way for a new beginning?». Ровно 639 дней назад, 15 марта 2023 года, был выпущен последний альбом Black Magick SS «Burning Bridges». Стилистика как музыки, так и оформления новой записи заставили слушателей утверждать, что Mystery является сайд-проектом участников Black Magick SS. Релиз записи сопровождался публикацией сайта https://mystery51.com/, который был так же, в традиции группы, загадкой, разгадав которую можно было получить некоторые указания на связь этой записи и Black Magick SS.
18 июля 2025 года на сайте и в Instagram лейбла Creep Purple Records, на котором по сей день выпускается Black Magick SS, появилась официальная информация о том, что Dracula является сайд-проектом Black Magick SS.

## Состав
Количество участников и их личности неизвестны. Анонимность музыканты превратили в элемент имиджа. На буклете к альбому Kaleidoscope Dreams можно найти зашифрованное послание: 

Войдите в чёрную пропасть и увидите мир, потерянный давно. Мы Black Magick SS. Нас никогда не найдут.Оригинальный текст (англ.)Enter the black abyss and see a world lost long ago. We are Black Magick SS. We will never be found.

В 2013 году скончался изначальный ударник коллектива.

## Критика
Творчество группы высоко оценивается жанровыми музыкальными критиками. Однако группа стала популярна не только среди поклонников блэк-метала, в то время, как пуристы жанра пренебрежительно называют её «ещё одной блэк-н-ролльной группой для хипстеров». Игровое использование нацистской символики часто встречает неприятие, но не столько из-за коннотаций с нацизмом, сколько из-за эпатажа. 
Rainbow Nights — космический трип в страну фантазий. Странный. Замешанный равно, как на ностальгии, так и на футуризме. 

## Дискография

### Студийные альбомы
- The Black Abyss (2015)
- Kaleidoscope Dreams (2017)
- Spectral Ecstasy (2018)
- Rainbow Nights (2020)
- Burning Bridges (2023)

### Синглы и EP
- Symbols of Great Power (2012)
- Panzerwitch (2013)
- Hidden In Plain Sight (2015)
- The Owls Of Winter / Talisman (2015)

### Сайд-проекты
- Mystery — Spaceman / Faces (2024)[18]
- Mystery — Untitled (2025)[19]
- Dracula — Open Graves at Midnight (2013)[20]
- Dracula — Black Wings over Transylvania (2014)[21]
- Dracula — Screams from the Dungeon (2025)[22]
- Dracula — In Memoriam (2025)[23]

### Комментарии
1. ↑  Информация об этом сообщалась в анонсе EP «Hidden In a Plain Sight» на официальном сайте лейбла до его удаления: Black Magick SS return from the abyss with 4 new tracks. 1. Hidden in Plain Sight. 2. Black Magick Army. Recorded in August 2013. These were the final recordings with the original drummer who passed away later that year. 3. Wisdom Tree 4. War of the Sorceror Recorded in March 2013. These dungeon tracks where originally intended for cancelled vinyl split release with Satan's Satyrs. Dedicated to he who gave his life for Black Magick! RIP 1979 -2013